# Anthony Hinds
Anthony Hinds (aussi connu sous les noms de Tony Hinds et John Elder) est un producteur et scénariste britannique né à Uxbridge le 19 septembre 1922, et mort le 30 septembre 2013. Il est le fils de William Hinds, le fondateur de la Hammer films. Il a produit et scénarisé de nombreux films de cette firme.

## Filmographie

### Comme scénariste
- 1960 : Les Maîtresses de Dracula de Terence Fisher
- 1961 : La Nuit du loup-garou de Terence Fisher
- 1962 : Le Fantôme de l'Opéra de Terence Fisher
- 1962 : Le Fascinant Capitaine Clegg de Peter Graham Scott
- 1963 : Le Baiser du vampire de Don Sharp
- 1964 : L'Empreinte de Frankenstein de Freddie Francis
- 1966 : La femme reptile de John Gilling
- 1966 : Dracula, prince des ténèbres de Terence Fisher
- 1966 : Raspoutine, le moine fou de Don Sharp
- 1967 : Dans les griffes de la momie de John Gilling
- 1967 : Frankenstein créa la femme de Terence Fisher
- 1968 : Dracula et les femmes de Freddie Francis
- 1970 : Les Cicatrices de Dracula de Roy Ward Baker
- 1970 : Une messe pour Dracula de Peter Sasdy
- 1974 : Frankenstein et le monstre de l'enfer de Terence Fisher
- 1975 : La Légende du loup-garou de Freddie Francis
- 1975 : The Ghoul de Freddie Francis